# Sverre Diesen

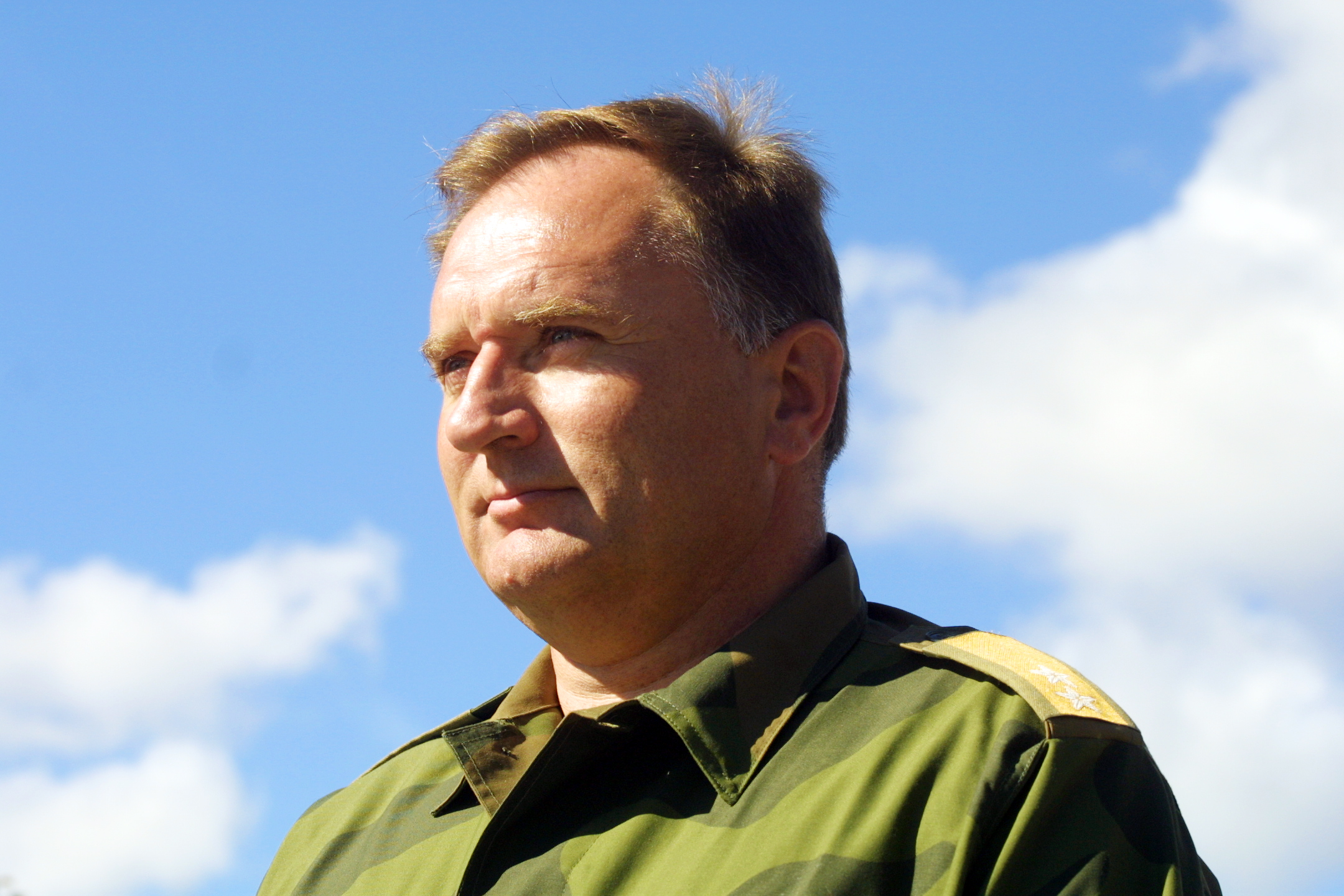
Sverre Diesen (August 2001)

Sverre Diesen (* 18. November 1949 in Oslo) ist ein ehemaliger norwegischer General und war von 2005 bis 2009 militärischer Befehlshaber der Norwegischen Streitkräfte (Norges Forsvarssjef).

## Biografie
Nach dem Schulbesuch studierte er Bauingenieurwesen und war anschließend als Bauingenieur tätig, ehe er in die Streitkräfte eintrat und dort zwischen 1976 und 1979 Absolvent der Kriegsschule war. Im Anschluss folgte seine Beförderung zum Leutnant sowie danach zum Hauptmann (1983), Major (1988), Oberstleutnant (1991) und dann zum Oberst (1996).
1998 wurde er zum Brigadegeneral befördert und war als solcher von 1998 bis 2001 Chef der Abteilung für Strategie und Langzeitplanung im Generalstab des Oberkommandos. Im Anschluss erfolgte 2001 seine Beförderung zum Generalmajor und zugleich seine Ernennung zum Chef des Bezirkskommandos Nordnorwegen. 2002 wechselte er auf den Posten des Kommandeurs der Landstreitkräfte.
Anschließend wurde er 2003 zum Generalleutnant befördert und war zwischen 2003 und 2005 Militärischer Unterstaatssekretär im Verteidigungsministerium und somit enger Mitarbeiter von Verteidigungsministerin Kristin Krohn Devold.
Nach seiner Beförderung zum General wurde Sverre Diesen 2005 zum Militärischen Befehlshaber der Streitkräfte ernannt. Dieses Amt behielt er bis zu seiner Verabschiedung in den Ruhestand Ende September 2009.